# Estació de Bogatell (MZA)
|  | Aquest article tracta sobre l'antiga estació de trens de mercaderies. Vegeu-ne altres significats a «Estació de Bogatell». |

Bogatell va ser una estació de ferrocarril de mercaderies propietat de RENFE, i anteriorment de Companyia dels Ferrocarrils de Madrid a Saragossa i a Alacant (MSA), situada a la població de Barcelona al barri del Poblenou. L'estació es trobava a la línia Barcelona-Mataró-Maçanet, al ramal de Marina que va ser desmantellat.
La construcció de l'estació s'incloïa en el marc d'actuacions del Pla de diversificació del trànsit ferroviari plantejat per l'empresa MSA per descongestionar l'Estació de França i l'estació del Clot, que entre d'altres plantejava la construcció del baixador del Poblenou, l'estació de mercaderies de Bogatell, la construcció de Sagrera Mercaderies i la reforma del Clot.
Aquesta estació de la «línia de Mataró»' va entrar en servei entre l'any 1905, i va ser una de les noves estacions d'una línia que s'havia inaugurat el 28 d'octubre de 1848 quan es va obrir el ferrocarril de Barcelona a Mataró, la primera línia de ferrocarril de la península Ibèrica. A Barcelona es va construir la terminal entre la Barceloneta i la Ciutadella, a la vora del Torín a l'inici de la desapareguda avinguda del Cementiri, que posteriorment seria substituïda per l'Estació de les Rodalies. La iniciativa de la construcció del ferrocarril havia estat de Miquel Biada i Bunyol per dur a terme les múltiples relacions comercials que s'establien entre Mataró i Barcelona.
Antigament la «línia de Mataró» circulava totalment per la costa, el ramal de Marina connectava Sant Adrià del Besòs i l'Estació de les Rodalies, annexa a l'Estació de França. La línia es va desmantellar a partir del 31 de maig del 1989 i la parcel·la va cedir-se per construir la Vila Olímpica del Poblenou per als Jocs Olímpics d'Estiu de 1992 i per crear l'obertura de la ciutat al mar.